# Barranca Blanca
Barranca Blanca är en ort i Mexiko.   Den ligger i kommunen Tepic och delstaten Nayarit, i den centrala delen av landet, 600 km väster om huvudstaden Mexico City. Barranca Blanca ligger 689 meter över havet och antalet invånare är 226.
Terrängen runt Barranca Blanca är huvudsakligen kuperad, men söderut är den bergig. Terrängen runt Barranca Blanca sluttar norrut. Runt Barranca Blanca är det ganska tätbefolkat, med 199 invånare per kvadratkilometer. Närmaste större samhälle är Tepic, 9,0 km sydost om Barranca Blanca. Omgivningarna runt Barranca Blanca är en mosaik av jordbruksmark och naturlig växtlighet.